# Jonah Hex (film)
Jonah Hex (2010) este un film american despre un antierou de după războiul civil american bazat pe personajul DC Comics cu același nume. Distribuit de Warner Bros. Pictures, filmul este regizat de Jimmy Hayward și în rolul titular interpretează actorul Josh Brolin. În alte roluri apar John Malkovich, Michael Fassbender și Megan Fox. Filmul a fost lansat la 18 iunie 2010 având în general o primire negativă atât din partea criticii cât și a publicului și a fost un eșec de box-office. 

## Actori/Roluri
- Josh Brolin este Jonah Hex[8]
- John Malkovich este Quentin Turnbull[9]
- Megan Fox este Tallulah Black/Lilah[10]
- Michael Shannon este Doctor Cross Williams[11]
- Will Arnett este Lt. Grass[11]
- Michael Fassbender este Burke[12]
- Aidan Quinn este Ulysses S. Grant: al 18-lea președinte al SUA
- Lance Reddick este Smith
- John Gallagher, Jr. este Lt. Evan
- Tom Wopat este Colonel Slocum
- Wes Bentley este Adleman Lusk
- Julia Jones este Cassie
- Jeffrey Dean Morgan este Jeb Turnbull (necreditat)
- chitaristul Mastodon - cameo.[13]